# In-A-Gadda-Da-Vida
Pour l’article homonyme, voir In-A-Gadda-Da-Vida.
Pistes de In-A-Gadda-Da-Vida
Are You Happy?
In-A-Gadda-Da-Vida est une chanson de rock psychédélique de 17 minutes du groupe de rock américain Iron Butterfly, enregistrée le 27 mai 1968 au Ultrasonic Studios de Long Island et sortie sur leur album In-A-Gadda-Da-Vida la même année. Les paroles sont simples et on ne les entend qu'au début et à la fin de la chanson. L'enregistrement qu'on entend sur le disque n'était censé être qu'un contrôle du son pour l'ingénieur Don Casale qui attendait le producteur, Jim Hilton. Cependant, Casale avait installé une cassette et, de l'avis général, il n'y avait pas besoin de faire d'autre prise. Hilton remixa l'enregistrement au Gold Star Studio de Los Angeles.
Quelques années plus tard, les membres du groupe affirment que le morceau a été produit par le producteur légendaire de Long Island, George Morton. Morton racontera dans plusieurs interviews qu'il avait accepté ce travail à la demande expresse d'Ahmet Ertegün, directeur d'Atlantic Records ; il confiera par ailleurs qu'il luttait à l'époque contre l'alcool et que son contrôle sur l'enregistrement était minimal. Ni lui ni Casale ne sont crédités sur l'album.

## Aperçu
In-A-Gadda-Da-Vida est considérée comme un morceau important dans l'histoire du rock parce que, avec la musique de Blue Cheer, de Jimi Hendrix et de Steppenwolf, elle marque l'articulation entre le mouvement psychédélique et le heavy metal : Summertime, Voodoo Child (Slight Return) et Born to Be Wild sont révélatrices des rythmes lourds et intenses à venir du heavy metal. En 2009, VH1 classe le morceau en 24e position dans son classement des plus grandes chansons de hard rock de tous les temps.
Une histoire fréquemment racontée à propos du titre de la chanson est qu'elle s'intitulait au départ « In The Garden of Eden » mais que, au cours d'une session d'enregistrement, le chanteur, Doug Ingle, était trop ivre pour articuler correctement, ce qui entraîna une certaine confusion. Une note dans la pochette du best of du groupe indique que le batteur, Ron Bushy, écoutait le morceau avec un casque et qu'il avait mal entendu la réponse d'Ingle à une question qu'il lui avait posée. Une autre explication, fournie  en 1995 lors de la nouvelle sortie de l'album, indique qu'Ingle était ivre et/ou drogué et que Bushy se contenta de retranscrire les marmonnements du chanteur.

## Versionlive
Une version live de la chanson dépassant les 17 minutes est sortie sur leur album Live de 1969. Il est très probable que celle-ci ait été lourdement modifiée à partir de l'enregistrement original. Le solo de guitare, par exemple, semble avoir été enregistré en studio, ou, tout du moins, dans un endroit où il n'y a pas de public. Le solo de batterie est, quant à lui, rallongé de quatre minutes tandis que celui d'orgue l'est d'une minute. Enfin, le bœuf de basse et de batterie de la version studio (de 13:04 à 15:19) a été omis. La version single a été encore raccourcie de trois minutes.
Quand Ingle a écrit la chanson, il ne s'attendait pas à ce qu'elle dure si longtemps, même s'il savait qu'il y aurait de la place pour des solos. En fin de compte, les solos d'Erik Brann et de Ron Bushy variaient d'un concert à l'autre alors que celui d'Ingle restait inchangé.

## Reprises
- Mongo Santamaría sur Feelin' Alright (1970).
- Slayer pour la bande originale du film Less Than Zero (1987).
- Frank Zappa sur Guitar : In-A-Gadda-Stravinsky
- Nas a utilisé un sample de la chanson pour son titre Hip Hop Is Dead.
- Blind Guardian.
- High Contrast, qui en a fait un titre drum and bass sur l'album Tough Guys Don't Dance.
- Boney M (1980).
- Incredible Bongo Band, sur l'album Bongo Rock.
- 16 BIT quatre reprises sur un album maxi 15 tour dédié et une sur leur album inaxycvgtgb sorti en 1987.
- Albert Kuvezin et le groupe russe Yat-Kha reprennent le titre sur l'album Re-covers sorti en 2005.

## Cinéma et télévision
- Le titre figure dans la bande originale du film Le sixième sens (Manhunter) de Michael Mann, sorti en 1986.
- Code Quantum, dans l'épisode Amours croisés (saison 1, épisode 2) de 1989.
- Les Simpson, dans l'épisode Bart vend son âme (saison 7, épisode 4) de 1995.
- Le titre est utilisé comme musique de fond au générique du film Pension Killer sorti en 2001.
- On peut l'entendre au début de l’épisode Faux Frère (saison 1, épisode 6) de Supernatural en 2005
- Le titre est utilisé dans le film d'animation Jean de la Lune, sorti en 2012.
- American Horror Story, dans l’épisode Les Sorcières de la Nouvelle-Orléans (saison 3, épisode 1) de 2013.
- Titans (saison 3, épisode 5) sorti en 2021.
- La Fin de Freddy : L'Ultime Cauchemar (Freddy's Dead: The Final Nightmare) https://youtu.be/DENqpW4Luio
- L'Agence Tout Risques, dans l'épisode Le trésor sous lamer (saison 4, épisode 19) de 1986.